# دنی چان
دنی چان (زاده ۱ اوت ۱۹۷۵) بازیگر اهل هنگ کنگ است. او به خاطر شباهتش به بروس لی در سریال افسانه بروس لی به ایفای نقش بروس لی پرداخت و به شهرت رسید. چان در هنر رزمی جیت کان دو فعالیت دارد.
او همچنین دوباره نقش بروس لی را در فیلم‌های ایپ من ۳ و ایپ من ۴ بازی کرد.

## فیلمشناسی

### سینمایی
| سال  | نام فیلم                                   | نقش                                          |
| ---- | ------------------------------------------ | -------------------------------------------- |
| ۱۹۹۵ | پسران گمشده در سرزمین عجایب                |                                              |
| ۱۹۹۶ | جوان و خطرناک ۳                            | "Fat Sze's gangster"                         |
| ۱۹۹۹ | ممهور با یک بوسه                           | اوباش زرد مو                                 |
| ۱۹۹۹ | افسانه سرعت                                | extra                                        |
| ۲۰۰۱ | فوتبال شائولین                             | "Empty/Lighting Hand"                        |
| ۲۰۰۱ | گلوله‌های عشق                               |                                              |
| ۲۰۰۲ | دوران خون‌آشام‌ها                            | چوی                                          |
| ۲۰۰۲ | مبارزه برای زنده‌ماندن                      | جمع‌کننده بدهی                                |
| ۲۰۰۴ | جنب و جوش کنگ فو                           | برادر سام                                    |
| ۲۰۰۵ | پسر مامان کجاست؟                           | آدم حقه‌باز قدبلند                            |
| ۲۰۰۶ | با شما تماس خواهم گرفت.                    | هانگ                                         |
| ۲۰۰۷ | چه زندگی شگفت‌انگیزی                        | سان ووکونگ پادشاه میمون، معروف به خدای میمون |
| ۲۰۰۷ | مبارز کونگ‌فو                               | دان چینگ                                     |
| ۲۰۰۸ | سی‌جی۷                                      |                                              |
| ۲۰۰۸ | همسرم یک استاد قمار است.                   | مانو                                         |
| ۲۰۰۸ | خوش شانس‌ترین مرد                           | هو کین                                       |
| ۲۰۰۹ | همه چیز خوب است، خوب به پایان می‌رسد        | "Web single #2"                              |
| ۲۰۱۰ | فقط یک جعبه دیگر پاندورا یا فقط یک جعبه شر | سرباز                                        |
| ۲۰۱۰ | عشق بچگانه یخ لوبیا                        | صاحب آکواریوم                                |
| ۲۰۱۴ | شجاعان هیچ ترسی ندارند                     |                                              |
| ۲۰۱۴ | جوانان بی نظیر                             |                                              |
| ۲۰۱۵ | راهب یا راهب از کوه پایین می‌آید            | ژائو شینچوان                                 |
| ۲۰۱۵ | نقطه کور یا نقطه ضعف                       |                                              |
| ۲۰۱۵ | ایپ من ۳                                   | بروس لی                                      |
| ۲۰۱۸ | آرام باشید و یک فوق ستاره باشید            |                                              |
| ۲۰۱۸ | راهب باورنکردنی                            |                                              |
| ۲۰۱۸ | راهب باورنکردنی: بازگشت اژدها              |                                              |
| ۲۰۱۸ | لیگ کونگ‌فو                                 | بروس لی                                      |
| ۲۰۱۸ | شریک جعلی                                  |                                              |
| ۲۰۱۹ | بچه‌های سکسی                                |                                              |
| ۲۰۱۹ | ایپ من ۴: نهایی                            | بروس لی                                      |
| ۲۰۱۹ | فریب رمان‌نویس                              |                                              |
| ۲۰۱۹ | تازه کاران                                 |                                              |
| ۲۰۱۹ | نژا                                        |                                              |

|سفر یک بوکسور

### مجموعه تلویزیونی
| سال  | نام فیلم                     | نقش              | کانال  |
| ---- | ---------------------------- | ---------------- | ------ |
| ۲۰۰۵ | هالا                         | کامئو            |        |
| ۲۰۰۷ | گدای کونگ‌فو یا قهرمان کونگ‌فو | نیپ سیو لونگ     | ATV    |
| ۲۰۰۷ | خدای آشپزی                   | غاز سر           |        |
| ۲۰۰۸ | افسانه بروس لی               | بروس لی          | CCTV   |
| ۲۰۱۰ | نجات بزرگ                    | شین گو ژونگ      | CCTV   |
| ۲۰۱۱ | دو برادر                     | کو جونگ          | CCTV-1 |
| ۲۰۱۲ | ما یونگ ژن                   | ما یونگ ژن       |        |
| ۲۰۱۴ | در راه خانه ما               | جورج ژائو        |        |
| ۲۰۱۵ | افسانه خنده دار کلینیک       | جین روفنگ(کامئو) | AHTV-1 |
| ۲۰۱۵ | راه اژدها(جدید)              | نی یون           |        |
| ۲۰۱۷ | او سی تی بی                  | دنی چئونگ        |        |